# Baraolt
Baraolt (węg. Barót) – miasto w Rumunii, w okręgu Covasna, w Siedmiogrodzie. W 2011 roku liczyło 8672 mieszkańców.

## Miasta partnerskie
- Dabas
- Štúrovo
- Zirc